# 하라 내각
하라 내각(일본어: 原内閣)은 입헌정우회 총재, 중의원 의원 하라 다카시가 제19대 내각총리대신으로 임명되어, 1918년 9월 29일부터 1921년 11월 13일까지 존재한 일본의 내각이다.

## 재직 기간
- 1918년(다이쇼 7년) 9월 29일 ~ 1921년(다이쇼 10년) 11월 13일
- 재직 일수 : 1142일